# Dlouhá Ves (Bochov)
Dlouhá Ves (německy Langendorf) je osada v okrese Karlovy Vary. Nachází se u silnice II/198 mezi Bochovem a Telečí.

## Historie
Vesnice byla založena roku 1809 v místech bývalého ovčína. V historických pramenech se název osady objevuje ve tvarech Langendorf (1847, 1895) a Ves Dlouhá (1895). Po druhé světové válce bylo z osady vysídleno německé obyvatelstvo a velká část původní zástavby zbořena.
Dlouhá Ves nebyla samostatnou obcí. Při sčítání lidu v letech 1869–1950 vždy byla osadou tehdejší obce Teleč, která bývala součástí okresu Žlutice a v roce 1950 patřila do okresu Toužim. V dalších letech Dlouhá Ves jako část obce administrativně zanikla.

## Přírodní poměry
Dlouhá Ves se nachází v katastrálním území Teleč s rozlohou 3,06 km². Stojí jižně od Bochova a severně od Teleče podél silnice II/198 v nadmořské výšce okolo 650 metrů. Okolní krajina je součástí Tepelské vrchoviny, konkrétně v jejího podcelku Žlutická vrchovina a okrsku Bochovská vrchovina.

## Obyvatelstvo
Při sčítání lidu v roce 1921 ve vsi žilo 159 obyvatel (z toho 75 mužů) německé národnosti a římskokatolického vyznání. Podle sčítání lidu z roku 1930 měla vesnice 145 obyvatel: tři Čechoslováky a 142 Němců. Všichni byli římskými katolíky. Vesnice patřila ke kozlovské farnosti.
|           | 1869 | 1880 | 1890 | 1900 | 1910 | 1921 | 1930 | 1950 |
| --------- | ---- | ---- | ---- | ---- | ---- | ---- | ---- | ---- |
| Obyvatelé | 181  | 157  | 153  | 140  | 156  | 159  | 145  | 40   |
| Domy      | 29   | 30   | 33   | 32   | 32   | 32   | 31   | 11   |

## Pamětihodnosti
Ve vsi stávala kaple založená krátce po roce 1809. Měla čtvercový půdorys, trojboké kněžiště a sedlovou střechu, ze které vybíhala drobná sloupková zvonice. Plochostropý interiér osvětlovala dvojice segmentem klenutých oken a okrouhlé okénko ve štítě. Uvnitř býval obraz svatého Floriána a dvě sošky Madon. Po roce 1964 byla kaple zbořena.
Ve druhé polovině devatenáctého století byl u kaple postaven litinový kříž. Ve druhé polovině dvacátého století byl poničen, ale v roce 2017 byl podstavec opraven a osazen opraveným torzem původního kříže.

## Další fotografie

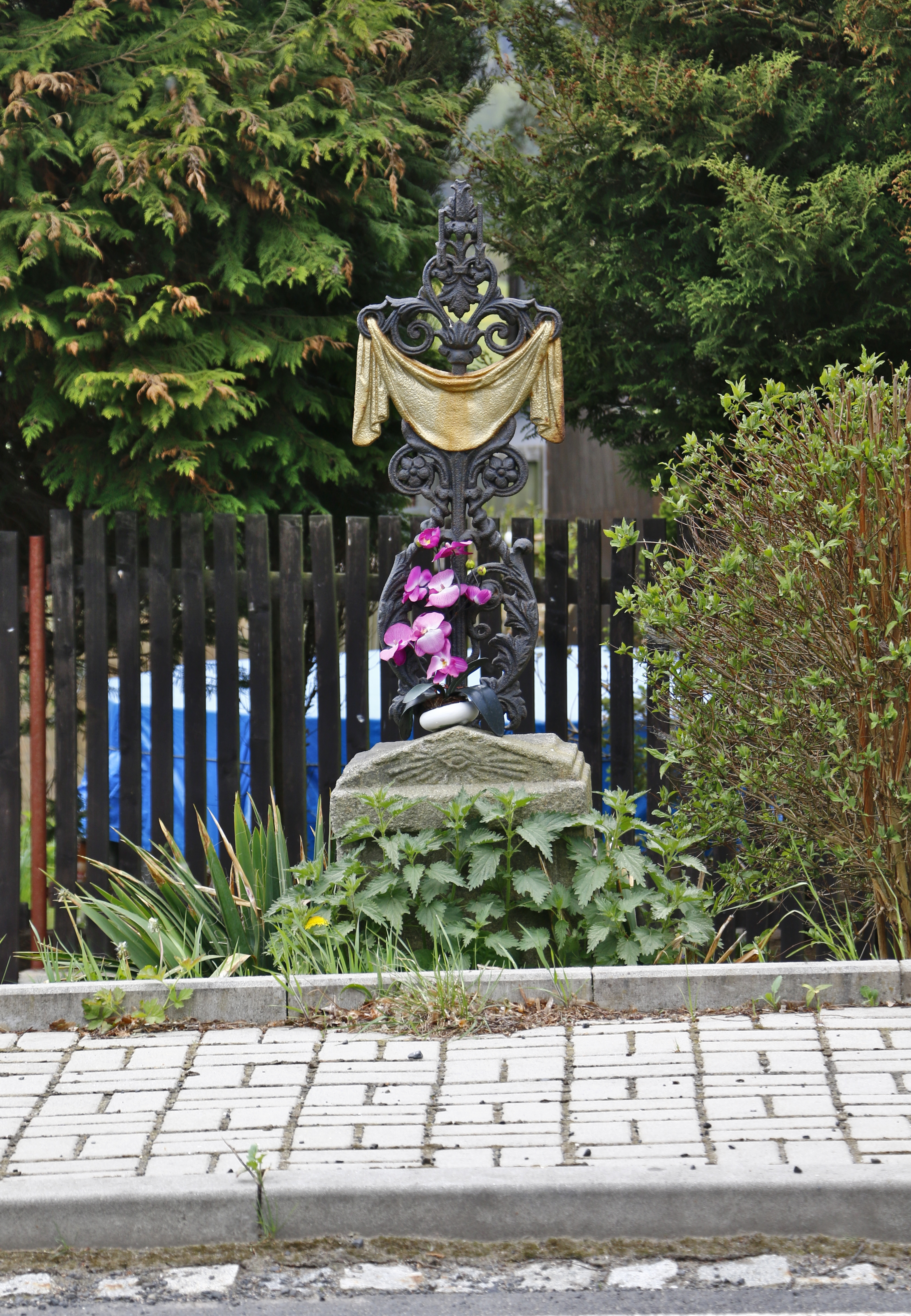
Torzo kříže z bývalé kaple
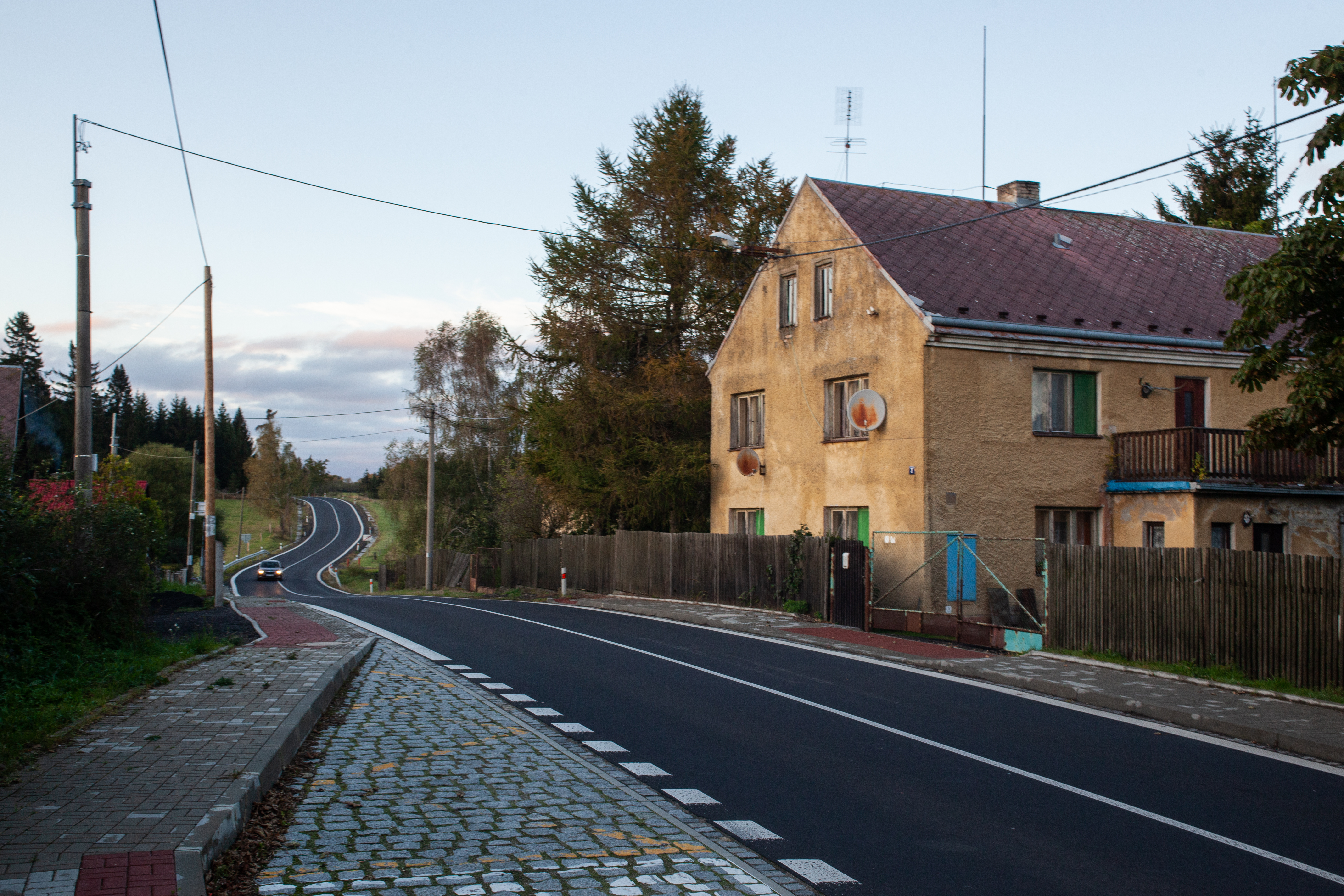
Severní část vesnice
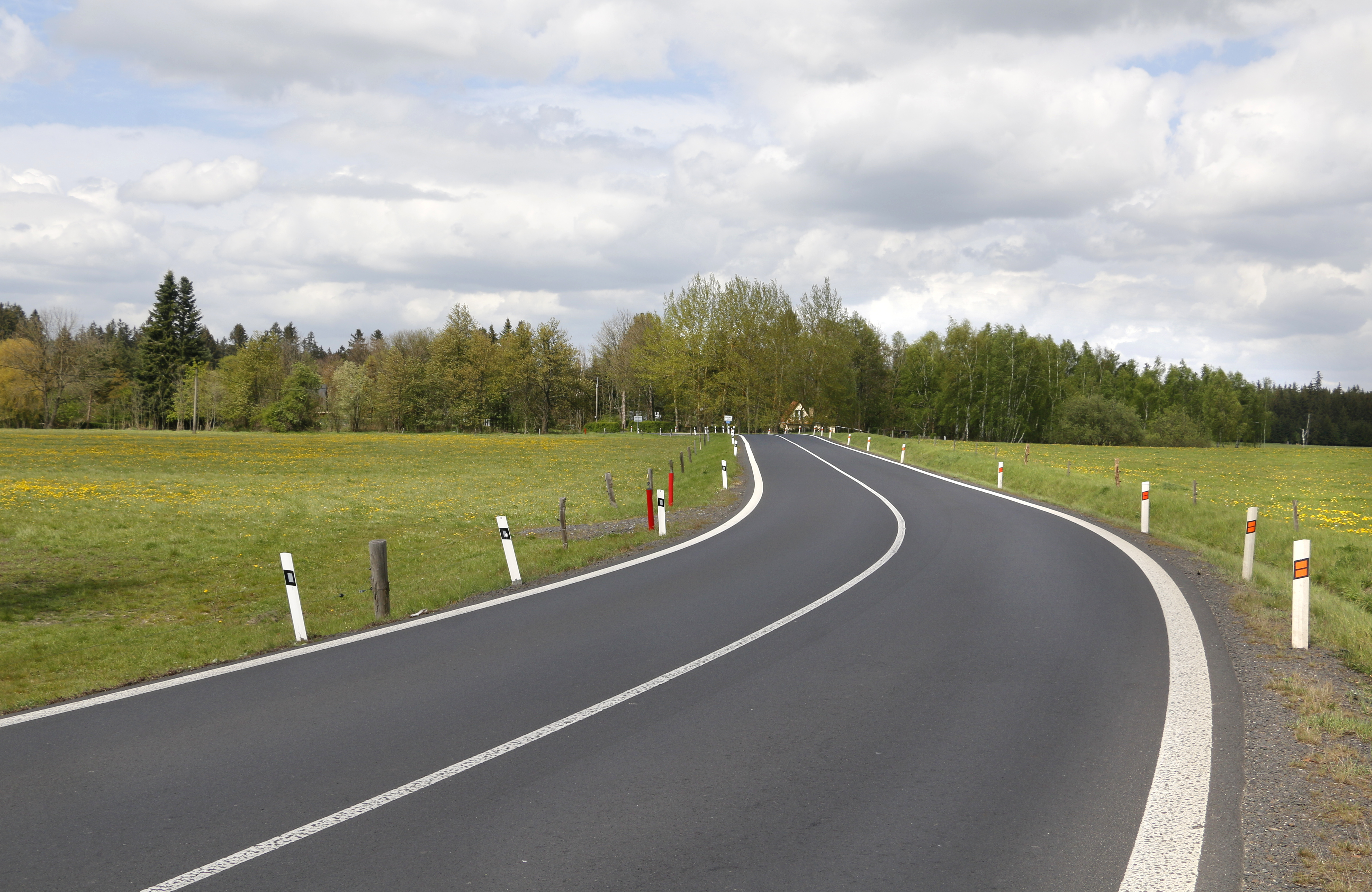
Silnice II. třídy 198